# Gera MX
Gera MX, de son vrai nom Gerardo Daniel Torres Montante (né le 15 juillet 1994 à San Luis Potosí), est un rappeur mexicain. Il se classe 37e sur la liste des « 50 plus grands rappeurs de l'histoire du rap en espagnol », publiée par le magazine américain Rolling Stone.

## Biographie
Le 30 août 2021, son tube Botella Tras Botella (featuring Christian Nodal), devient le clip officiel de hip-hop mexicain le plus vu sur YouTube. Son deuxième album No veo, no siento sort en 2014 bénéficie d'un grand soutien et d'une grande popularité qui le positionne plus haut dans la scène hip-hop mexicaine. Il est nommé « disque de l'année » par Ritmo urbano.
En 2017 sort son album Los niños grades no juegan. Les paroles de l'album parlent de sa croissance personnelle et de la façon dont il fait face à des vérités qui ne peuvent être apprises qu'en les vivant, comme dans Me toca perder. Selon le journal El Tiempo, sa personnalité de ce MC élevé à San Luis Potosí est charismatique dès le premier morceau, Plásticos, et devient plus évidente dans sa créativité pour parler d'un sujet commun comme la marijuana dans El humo llama.
En 2021, il sort l'album Los no tan tristes avec les rappeurs Nanpa Básico et Charles Ans.

## Discographie

### Albums studio
- 2011 : Caos en el paraíso
- 2012 : A medio camino
- 2013 : Precipicio
- 2014 : No veo, no siento (JB Entertainment)
- 2015 : No me maten antes de hoy (JB Entertainment)
- 2017 : Los niños grandes no juegan (JB Entertainment)
- 2019 : El vicio y la fama (INZ Records / Rich Vagos Entertainment)
- 2020 : 444 Paradise: “encerrado no enterrado” (Rich Vagos Entertainment)
- 2021 : Los no tan tristes (Charles Ans, Gera MX y Nanpa Básico)
- 2020 : No teníamos nada, pero éramos felices (Sony Music México)
- 2022 : Ahora tengo todo menos a ti (Sony Music México)
- 2023 : Mustang 65 (Sony Music México)
- 2024 : Las que te escribí y nunca te cante (Sony Music México)
- 2024 : Las que te escribí y nunca te cante: Unplugged (Sony Music México)

## Distinctions
| Année | Prix         | Catégorie                | Nommé                      | Résultat   | Réf.  |
| ----- | ------------ | ------------------------ | -------------------------- | ---------- | ----- |
| 2016  | Ritmo Urbano | Meilleur morceau de 2016 | No pueden pararse donde yo | Nomination | [ 5 ] |
| 2019  | Ritmo Urbano | Meilleur rappeur de 2018 | Gera MX                    | Lauréat    | [ 6 ] |